# Taipaleensaaret (ö i Mellersta Finland, Jyväskylä)
Taipaleensaaret är en ö i Finland. Den ligger i sjön Siikajärvi och i kommunen Toivakka i den ekonomiska regionen  Jyväskylä ekonomiska region  och landskapet Mellersta Finland, i den södra delen av landet, 210 km norr om huvudstaden Helsingfors. Öns area är 1,1 hektar och dess största längd är 220 meter i nord-sydlig riktning.  Notera att namnet antyder att det är fråga om flera öar.